# Zhao Wei
Esta página contém alguns caracteres especiais e é possível que a impressão não corresponda ao artigo original.
Zhao Wei (Wuhu, 12 de março de 1976), também conhecida como Vicki Zhao, é uma atriz, diretora, produtora e cantora chinesa. Ela é considerada uma das atrizes mais populares da China e uma das mais bem pagas. Enquanto estudava na Beijing Film Academy, a mesma ganhou proeminência nacional pela sua atuação na série My Fair Princess (1998–1999), pelo qual também ganhou o Golden Eagle Award de melhor atriz. A série teve um sucesso sem precedentes nos países do leste e sudeste, e Zhao foi considerada a primeira "ídola nacional" da China continental desde que a reforma econômica iniciou, em 1978.
Ao longo de mais de 20 anos de carreira, Zhao estrelou muitos sucessos de bilheteria, incluindo Shaolin Soccer (2001), Red Cliff (2008–2009), Painted Skin (2008), Painted Skin: The Resurrection (2012), Dearest (2014) e Lost in Hong Kong (2015). Ela recebeu inúmeros prêmios no Festival Internacional de Cinema de Xangai, Huabiao Awards, Festival de Cinema de Changchun, Prêmios Cem Flores e Shanghai Film Critics pelos filmes A Time to Love (2005) e Mulan (2009). Em 2014, ela apareceu no filme de Peter Chan, Dearest, e ganhou o prêmio Hong Kong Film Critics Society e o Hong Kong Film Award como melhor atriz.
Ela participou das séries Romance in the Rain (2001), Moment in Peking (2005) e Tiger Mom (2015). Ela também iniciou uma carreira musical com o álbum Swallow (1999), sucessivamente lançou 7 álbuns. Em 2006, ela ganhou o MTV Asia Award de Artista Favorita da China Continental, pelo álbum Double. Zhao recebeu seu diploma de diretora de cinema em 2012. Sua estreia como diretora foi em So Young (2013). O filme quebrou o recorde de bilheteria de filmes dirigidos por mulheres chinesas em uma semana e acabou se tornando um dos de maior bilheteria do país. O mesmo lhe rendeu vários prêmios na China continental, Hong Kong e Taiwan, incluindo o Prêmio Galo de Ouro de Melhor Lançamento de Diretora e Prêmio Cem Flores de Melhor Diretora.

## Biografia
Nascida e criada em Wuhu, Anhui, Zhao é filha de Zhao Jiahai (chinês: 赵家海, pinyin: Zhào Jiāhǎi), um engenheiro, e Wei Qiying (chinês: 魏启颖, pinyin: Wèi Qǐyǐng), uma professora de escola primária. Ela tem um irmão mais velho, Zhao Jian (chinês: 赵健, pinyin: Zhào Jiān; 1971). Depois da escola secundária, Zhao entrou na Wuhu Normal School, uma instituição de ensino local que treina estudantes para se tornarem professores de pré-escola. Além da escola, ela também recebeu treinamento de piano, dança e pintura chinesa.

## Carreira

### Início (1994-1997)
Em 1993, enquanto Zhao ainda estava na escola, o filme A Soul Haunted by Painting (1994), dirigido por Huang Shuqin, estrelado por Gong Li e Derek Yee, estava sendo filmado em Wuhu. Zhao foi escalada para uma participação especial, uma jovem que trabalha num bordel. Esta é sua primeira experiência de atuação. Ela apareceu brevemente no início do filme e não teve diálogo. Zhao desenvolveu forte interesse em atuar depois de sua primeira experiência e decidiu se tornar atriz. Em 1994, depois de se formar na Wuhu Normal School, a mesma desistiu de seu trabalho como professora de pré-escola. Ela se mudou de sua cidade natal para Xangai e foi matriculada na Xie Jin Star Academy, uma escola de atuação fundada pelo diretor chinês Xie Jin, onde recebeu treinamento durante 1994–1995.
Zhao também foi selecionada por Xie para estrelar o filme Penitentiary Angel (1996). Este foi seu primeiro papel substancial. Embora ela não tenha grande desempenho, Zhao considerou uma experiência valiosa e um bom começo de sua carreira. O filme proporcionou outros papéis em séries de TV, incluindo seu primeiro papel principal em Sisters in Beijing (1996). "Eu era jovem demais para entender o papel", ela disse, "mas se você foi escalada para um filme por um diretor famoso, não importa o quão bem você o faça, outros diretores menos famosos também vão querer lançar você". Em 1996, Zhao foi admitido na Escola de Artes Performáticas da Academia de Cinema de Pequim (BFA), com a maior pontuação nacional. Ela se formou 4 anos depois com bacharelado em Artes Cênicas do BFA, como uma das mais destacadas – Zhao marcou cinco "A" e nove "A-" dos 14 cursos. Sua tese de graduação marcou 90 (de 100).

### Ascensão (1998–2001)
Em 1997, a renomada romancista e produtora Chiung Yao estava lançando a série de TV My Fair Princess, uma produção conjunta da China continental e de Taiwan, que foi adaptada do próprio romance de Chiung Yao. Ela identificou Zhao Wei como um talento depois de assistir Sisters in Beijing e ofereceu a ela o papel principal de Huan Zhu Ge Ge (Princesa Pérola), também conhecida como Xiao Yanzi, uma princesa rebelde e engraçada que se atreveu a desafiar a autoridade e as regras do Palácio. Filmar a série foi uma tarefa árdua para Zhao e suas colegas; A própria Zhao reconheceu a intensidade das filmagens:
Nós filmamos de 18 a 20 horas por dia. Havia dois grupos de atores. Um durante o dia, outro à noite. Frequentemente eu tinha que fazer as duas coisas. Algumas vezes trabalhei tanto que vomitei de esforço. Mas eu era jovem então eu não me cansei facilmente. E nunca reclamei das condições de trabalho. Eu pensei que era exatamente como deveria ser. Agora eu sei que está errado. Mas na época eu não tinha ideia. O que quer que eles me dessem, eu faria. E assim que eu terminasse de trabalhar eu poderia simplesmente cair no sono. Eles diziam: "Vá dormir", e eu iria dormir direito.
O trabalho duro do elenco produziu resultados inesperados. Este drama cômico rapidamente se tornou um sucesso televisivo em Taiwan, China continental, Hong Kong e países do sudeste asiático, como Singapura e Vietnã. Zhao ganhou proeminência e tornou-se um nome popular. Em 1999, ela se tornou a mais jovem atriz a ganhar o Golden Eagle Award de Melhor Atriz. A mesma foi considerada por muitos como o primeiro "ídolo nacional" da China continental e foi nomeada uma das "Dez Pessoas Mais Destacadas na Indústria da Televisão" de Taiwan. No entanto, juntamente com o fenômeno surgiram críticas negativas na China continental, atacando o papel como uma "má influência" sob crianças e jovens.
Durante a Conferência Consultiva Política do Povo Chinês de 2002, um membro da CCPPC apresentou uma proposta para boicotar Zhao. Ela mais uma vez trabalhou com Chiung Yao para a série de televisão de 2001 Romance in the Rain, um drama baseado nas décadas de 1930 e 1940. Em frente à princesa engraçada que ela interpretou em My Fair Princess, Zhao interpretou desta vez uma garota que tenta se vingar de seus pais. A série foi um sucesso comercial e registrou os maiores índices do ano. A mesma logo sentiu que tinha conseguido o tão esperado sucesso e começou a mudar seu foco de carreira da TV para os filmes.

### Estreia em filmes (2001–2008)
Zhao passou a estrelar alguns filmes de Hong Kong. Em 2001, ela estrelou o filme de comédia Shaolin Soccer ao lado do ator e diretor de Hong Kong, Stephen Chow. Ela foi indicada ao Chinese Film Media Award de Melhor Atriz. Isso foi seguido por um papel de apoio no filme Chinese Odyssey 2002, como Phoenix, para o qual ela indicou o Golden Horse Award de Melhor Atriz Coadjuvante. Em 2002, Zhao interpretou uma assassina em So Close, que também é estrelado por Shu Qi e Karen Mok. Em 2003, Zhao estrelou quatro filmes:  My Dream Girl, Warriors of Heaven and Earth, Green Tea e Jade Goddess of Mercy.
Depois de muita especulação sobre quem seria escalado para a protagonista An Xin no filme de Ann Hui, Jade Goddess of Mercy, o papel foi finalmente oferecido a Zhao, e seu desempenho foi bem recebido pelos críticos. Em 2004, a Associação Chinesa de Artes do Cinema apresentou-lhe o Golden Phoenix Award por este papel. Ela também foi nomeada para o Prêmio Cem Flores de Melhor Atriz por sua performance em Warriors of Heaven and Earth. Em 2004, Zhao foi escalado para dublar o personagem Princesa Fiona quando Shrek 2 foi lançado na China.
Em 2005, ela ganhou o prêmio Golden Goblet de Melhor Atriz no Festival Internacional de Cinema de Xangai e indicada, com Zhang Ziyi, para o Prêmio Huabiao. Ambos os prêmios foram para sua performance em A Time to Love. A mesma mais uma vez ganhou o prêmio de Melhor Atriz pelo filme no 8º Festival de Cinema de Changchun, em 2006. Depois de uma pausa de quatro anos na série, Zhao estrelou como Yao Mulan em um remake de Moment in Peking (2005), de Lin Yutang. A série foi o quarto drama de TV de Zhao para se tornar o drama mais bem cotado do ano. Zhao foi indicado ao 26º Prêmio Flying Apsaras de Melhor Atriz.
Após o sucesso de Moment in Peking, Zhao estrelou The Postmodern Life of My Aunt, que estreou em festivais de cinema ao redor do mundo, incluindo o Festival Internacional de Cinema de Toronto. Embora ela tenha aparecido apenas dez minutos no filme, seu desempenho a levou a ser indicada ao 43º Golden Horse Awards e ao 27º Hong Kong Film Awards de Melhor Atriz Coadjuvante. Em 2006, ela realizou o exame nacional de admissão para pós-graduação. Depois de passar, Zhao retornou à sua alma mater, a Beijing Film Academy (BFA) em setembro de 2006, como estudante no Departamento de Direção de Cinema, onde estudou com o diretor Tian Zhuangzhuang.
Naquele ano, ela ficou em 4º lugar na lista de 100 Celebridades da China da revista Forbes. Ela também foi selecionada como a "Mulher Mais Bonita" da China por meio de votação nacional pelos usuários do sítio Sina e Sohu. A revista People também listou Zhao como uma das "100 pessoas mais bonitas" em 2006. A mesma interpretou uma taxista no filme The Longest Night de 2007, estrelado ao lado de Masahiro Motoki e Dylan Kuo. No mesmo ano, Zhao estrelou a série de televisão Thank You for Having Loved Me. Ela supostamente recebeu um salário de 100 mil yuans por episódio.

### Mulane hiato (2008–2010)
De 2008 a 2009, Zhao estrelou o filme de John Woo, Red Cliff, o mesmo tornou-se a produção mais cara da China continental. Ela interpretou Sun Shangxiang, a irmã de Sun Quan, que se disfarça como um soldado inimigo para reunir informações. Zhao recebeu duas indicações no Hong Kong Film Award de Melhor Atriz Coadjuvante. Ela apareceu em seguida no filme de Gordon Chan, Painted Skin (2008). O mesmo estabeleceu um novo marco no cinema chinês ao faturar 100 milhões de yuans em seis dias. O papel de Zhao como esposa de um general foi particularmente aclamado, e ela recebeu indicações de Melhor Atriz no 27º Prêmio Galo de Ouro e no 3º Prêmio de Cinema Asiático.
Em 2009, Zhao interpretou a lendária personagem Hua Mulan em Mulan. Jingle Ma chamou Zhao de "ajuste perfeito" para a heroína. Ela ganhou o prêmio de Melhor Atriz no 10º Festival de Cinema de Changchun, 30º Prêmio Cem Flores e 19º Prêmio de Críticos de Cinema de Xangai por sua atuação no filme. Em 6 de agosto de 2009, ela foi eleita vice-presidente da Academia de Artes Cinematográficas da China e membra executiva do conselho da Sociedade Ambiental da China.
Depois de filmar 14 Blades ao lado de Donnie Yen, Zhao teve uma pausa de 2 anos em meados de 2010. Em 11 de abril de 2010, ela deu à luz a uma menina, Huang Xin, a única filha dela com o empresário Huang Youlong, com quem se casou em 2008. Em junho de 2010, ela foi membra do júri do XIII Festival Internacional de Cinema de Xangai.

### Retorno e direção (2012–presente)

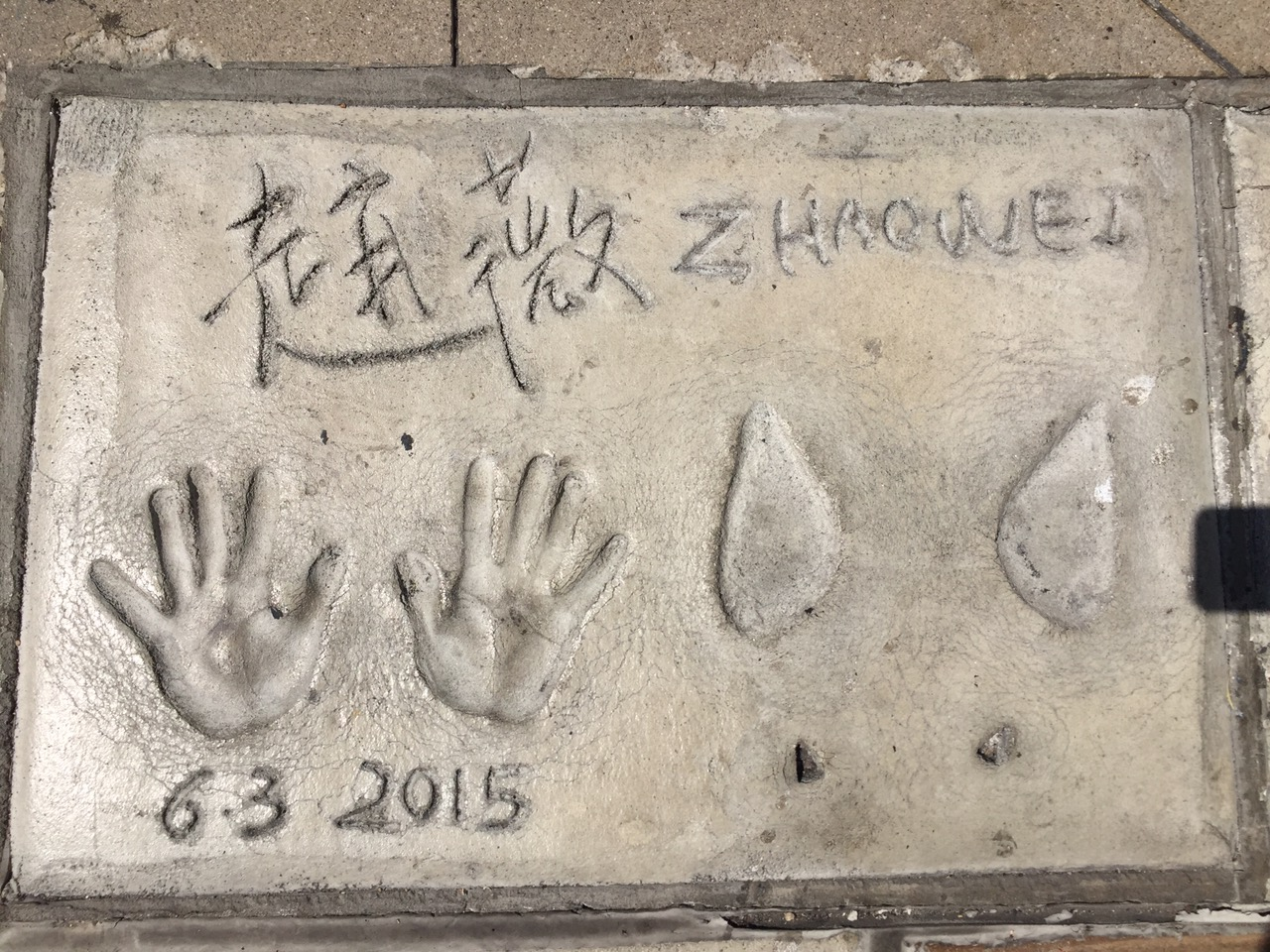
Em 3 de junho de 2015, Zhao tornou-se a primeira atriz chinesa a deixar suas impressões digitais e pegadas no Teatro Chinês, em Hollywood.

Zhao voltou de sua extensa licença em 2012, interpretando, incidentalmente, uma mãe solteira em Love, dirigida por Doze Niu. O filme também alcançou sucesso comercial, e se tornou o único filme a faturar 100 milhões de yuans tanto em Taiwan quanto na China continental. Os críticos chamam a performance de Zhao de "a cena mais incrível". No mesmo ano, ela estrelou em Painted Skin: The Resurrection, a continuação do filme Painted Skin, de 2008. O filme arrecadou mais de 700 milhões de yuans para se tornar o filme chinês de maior bilheteria na época, antes de ser derrotado por Lost in Thailand.
Em 2012, ela se formou no Instituto de Direção da Academia de Cinema de Pequim, com uma pontuação de 99/100, ficando em 1º lugar entre todos os graduados. Sua estreia na direção, So Young, ocorreu em 26 de abril de 2013, obtendo 141 milhões de yuans no primeiro fim de semana. Ela foi a primeira diretora cujo filme de estreia superou 100 milhões de yuans na China. Em apenas uma semana, So Young acumulou 350 milhões de yuan, com o recorde final de bilheteria na China, sendo mais de 700 milhões de yuans. Pelo filme, Zhao ganhou o Prêmio Galo de Ouro de melhor estreia na diretoria, Prêmio Cem Flores de Melhor Diretor e Hong Kong Film Award de Melhor Filme do Continente e de Taiwan.
Zhao também se tornou juiz da 5ª temporada do Got Talent da China, ao lado de Liu Ye, Alec Su e Wang Wei Chun. Ela voltou a atuar em 2014, no filme Dearest, dirigido por Peter Chan. O filme foi selecionado pelo 71º Festival Internacional de Cinema de Veneza, na categoria Fora de competição, e o desempenho de Zhao como mãe adotiva de crianças raptadas recebeu aclamação internacional. O The Hollywood Reporter a chamou de chinesa Juliette Binoche. Este filme também rendeu a Zhao o prêmio Hong Kong Film Award e o prêmio Hong Kong Film Critics Society de Melhor Atriz.
Em 2015, ela estrelou as comédias Hollywood Adventures e Lost in Hong Kong, ambas comercialmente bem-sucedidas. A Forbes a descreveu como a "atriz mais rica do mundo". No mesmo ano, tornou à televisão com Tiger Mom. Ela foi indicada ao Asian Television Award e Magnolia Award de Melhor Atriz em uma série de televisão. Em 20 de outubro, Zhao foi eleita membra executiva do comitê China Film Directors' Guild. Em 2016, a mesma interpretou uma médica no filme de suspense de Johnnie To, Three.
Ela também começou a produção de seu segundo trabalho como diretora, com No Other Love. Em julho, ela foi indicada como membra do júri do 73º Festival Internacional de Cinema de Veneza. Em fevereiro de 2017, a mesma voltou para a sua alma mater – Escola de Artes Cênicas, Beijing Film Academy – para ser avaliadora da rodada final de candidatos para a entrada de 2017. O exame de admissão é dito ser o mais desafiador dos alunos que buscam artes cênicas em que a taxa de sucesso é de 1:113. Em setembro, ela foi nomeada como membra do principal júri do 30º Festival Internacional de Cinema de Tóquio.
Em março de 2018, Zhao foi nomeada como membra do júri final do 9º Prêmio do China Film Directors Guild Award. Ela também nomeou como porta-voz oficial do 12º Xining FIRST International Film Festival. Em 17 de outubro, a CCTV a anunciou como diretora-chefe do documentário Starlight, apresentado pela China Movie Channel, que já há dois meses filma. Em 12 de dezembro, o sítio People informou que ela se juntaria ao elenco da peça Proof, de Tian Zhuangzhuang, como a protagonista Catherine, que foi adaptada da premiada peça broadway de 2001.

## Vida pessoal
O ator chinês Huang Xiaoming reconheceu publicamente que ele tinha uma queda por Zhao quando ele e ela participaram da Academia de Cinema de Pequim. Ela rejeitou o pedido de namoro porque não o achava maduro o suficiente. Os dois permanecem amigos íntimos e colaboraram no filme Hollywood Adventures, uma produção conjunta de Hollywood e da China. Depois de dois relacionamentos, ela se casou com o empresário chinês Huang Youlong em 2008, em Singapura. A filha do casal, nasceu em abril de 2010.
Zhao é um amante de vinhos e tem uma paixão pela sua produção. Em 21 de dezembro de 2011, o jornal francês Sud-Ouest informou que Zhao havia comprado o Château Monlot, com o Saint-Émilion, por 4 milhões de euros. Após 4 anos de trabalho, em outubro de 2015, a vinícola lançou a marca de vinho Bordeaux no mercado chinês. A loja online oferece seleções de vinhos sofisticadas e econômicas.

## Filantropia

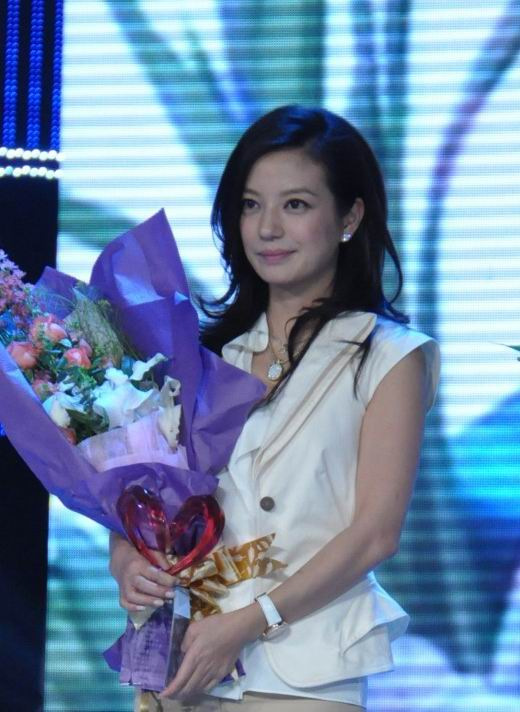
Zhao em um evento de caridade de 2011.

Zhao tem se envolvido ativamente em trabalhos de caridade e ajuda humanitária. Em 1999, Zhao Wei doou 100 mil yuans, para os atingidos pelo terremoto em Taiwan. Em 2004, com a autoridade educacional local, ela criou uma bolsa de estudos em Wuhu, sua cidade natal, para estudantes de famílias em dificuldades financeiras. Em 2005, a mesma foi apontada como porta-voz e embaixadora do Fundo das Nações Unidas para a Infância e da Comissão de Sensibilização à Juventude da China, para a campanha "Conscientização para Crianças Afetadas pela AIDS".
A canção "来得及的明天" (pinyin: lái dé jí dè míng tiān; em inglês: "Still Time for Tomorrow") foi tocada por ela, como lema da campanha. Em 2006, Zhao apoiou os eventos de angariação de fundos para a Fundação Smile Angel, um fundo de caridade criado pela sua amiga, a cantora pop Faye Wong. Na manhã seguinte ao terremoto de Sichuan em 2008, Zhao estava em Cannes para promover o filme Red Cliff e doou 100 mil yuans para a Cruz Vermelha da China. Logo depois, ela doou 500 mil yuans para o Fundo de Crianças e Adolescentes da China para construir uma escola.
Em 29 de março de 2010, a mesma doou 200 mil RMB para o governo de Yunnan, uma vez que a província sofria com a pior seca das últimas décadas. Em 17 de abril, no terceiro dia após o terremoto de Qinghai, Zhao doou 200 mil yuans para a Fundação de Redução da Pobreza. Ela recebeu o Prêmio China Charity Billboard por suas contribuições à caridade em 2011. Em 22 de abril de 2013, Zhao doou 500 mil RMB para afetados pelo terremoto de Sichuan. Em 2014, a mesma lançou a Fundação V-Love para crianças com leucemia. Também em 2014, foi nomeada embaixadora da Global Alliance for Clean Cookstoves.
Em junho de 2016, Zhao doou 1 milhão de RMBs ao governo de Anhui, pois a província sofreu uma forte inundação. No mesmo ano, ela foi nomeada embaixatriz da Fundação Soong Ching Ling e do Projeto de Capacitação e Desenvolvimento de Mulheres Minoritárias, cujo objetivo é promover o desenvolvimento humano sustentável com mulheres de minorias étnicas através de colaborações conjuntas no desenvolvimento social e econômico. Ela também foi nomeada embaixadora da campanha do Ministério da Segurança Pública contra o tráfico de crianças.
Em 20 de novembro, o UNDP nomeou-a como embaixadora da boa vontade. Em 26 de dezembro, Zhao realizou uma festa de caridade para sua fundação e levantou doações de mais de 16 milhões de yuans para o tratamento da leucemia. Em julho de 2017, ela e seu marido doaram 1 milhão de HKD para o governo de Hunan, pois estavam sofrendo com uma inundação.

## Aparições na mídia

### Controvérsias
Zhao tem sido um assunto habitual de tablóides. Em 2001, ela fez uma seção de fotos para a edição de agosto da revista de moda L'Offciel China. Em uma foto, a mesma estava usando um vestido de grife (etiqueta da Heatherette NYC, desenhada por Richie Rich). O vestido tinha uma estampa semelhante à bandeira militar japonesa durante a Segunda Guerra Mundial. Quatro meses depois, em dezembro de 2001, um dos jornais locais começou a questionar e criticar a foto. Relembrando os acontecimentos durante a guerra, o jornal rapidamente provocou protestos públicos, e mais meios de comunicação se uniram para atacar Zhao. Alguns argumentaram em proibir seu trabalho e proibi-la do show business. Em 9 de dezembro, o jornal Beijing Evening News e a rede Sina publicaram a carta de desculpas de Zhao à nação. Em 17 de dezembro, ela novamente pediu desculpas no programa de televisão Entertainment Live; o pedido foi transmitido em 200 redes de televisão e 100 estações de rádio na China.
Diferentes opiniões e perguntas começaram a surgir sobre a negligência e a escolha do vestido pelos editores da revista. Também houve suspeitas de que o incidente tenha sido uma tentativa de arruinar a carreira de Zhao. Em 28 de dezembro de 2001, durante sua apresentação em um concerto, ela foi atacada no palco por Fu Shenghua, um trabalhador da construção civil que mais tarde disse que seus avós foram mortos durante a Segunda Guerra Sino-Japonesa. Refletindo sobre suas ações, ele disse a uma revista: "Eu sei que o que eu fiz não foi certo. Mas eu acredito que minha causa era apenas... Como uma pessoa famosa chinesa, ela deveria estar ciente de um evento tão importante". Mais tarde, um jornal chinês, Beijing Youth Daily, publicou um relatório especial após uma investigação de dois meses e alegou que Fu tinha mentido para a mídia, alegando que ninguém em sua família tinha morrido durante a guerra e que ele não era trabalhador da construção civil, mas estava desempregado há vários anos. O jornalista notou que era difícil conversar com ele devido a suas supostas visões extremistas. Assim, as opiniões públicas começaram a mudar de forma mais empática para Zhao. Depois que este relatório foi publicado, o hype em torno do incidente acabou e a mídia chinesa raramente mencionou isso novamente.
Em julho de 2004, ela foi envolvida em mais controvérsias quando uma mulher grávida chamada Zou Xue a acusou de agredi-la em um restaurante devido a uma disputa comercial. Ambas foram parceiras de negócios e abriram um bar juntos em Pequim. Zou alegou que Zhao havia instruído seu motorista a bater nela. Ela entrou com uma ação exigindo indenização, bem como um pedido público de desculpas. Zhao negou as acusações, mas o público não estava do seu lado. No entanto, o incidente rapidamente teve uma reviravolta, quando a mídia investigou que o relatório de check-up médico de Zou era falso e foi produzido por um hospital administrado por seus familiares. O tribunal então rejeitou o processo. Além disso, as pessoas descobriram que ela foi editora do L'Offciel e que se demitiu devido ao incidente da "bandeira japonesa". O público estava mais convencido de que o incidente da foi um esquema e ela estava de alguma forma envolvida. Zhao recuperou o apoio público.
Zhao completou seu segundo longa-metragem, No Other Love, em junho de 2016. Em 1 de julho de 2016, a Liga da Juventude Comunista usou seu próprio sítio para critica-la pela escolha do elenco masculino e pelo suposto apoio do ator Leon Dai à independência de Taiwan. Sua publicação no Weibo pedia boicote ao filme. Após o apelo, os nacionalistas e os sindicatos começaram a atacá-la por ser uma "inimiga pública" e "traidora" da nação. Os mesmos também classificaram-na como uma "espiã americana", citando que ela tirou uma foto e apertou a mão de Hillary Clinton na Aliança Global para Fogões Limpos em Manhattan, Estados Unidos, em 20 de novembro de 2014. No início de julho, tanto Dai quanto Zhao e seus estúdios de produção de filmes emitiram declarações de desculpas, mas os nacionalistas continuaram a atacá-los, até mesmo aos membros de sua família, incluindo seu marido, filha e irmão. Em 15 de julho de 2016, sob feroz ataque online, Zhao pediu desculpas e o estúdio de cinema também anunciou seu plano de substituir Dai. O incidente gerou muito debate e alguns escritores chineses famosos, professores e cineastas, incluindo Fang Fang, Sai Ren, Shi Hang, Yan Feng, He Ping, Chen Guoxing, junto com as mídias sociais e a China Newsweek categoricamente denunciaram as ofensas e/ou expressaram seu apoio a Zhao.

### Outros trabalhos
Juntamente com sua carreira de atriz, Zhao se envolveu ativamente no trabalho comercial. A mesma já foi embaixadora em diversas vezes: Em 2001, ela foi embaixadora dos Jogos Universitários Mundiais; No ano seguinte, foi da Fundação para o Desenvolvimento da Juventude e da Federação Ambiental da China; Em 2004, a mesma foi embaixadora dos Jogos de Fazendeiros e em 2005 do Fundo das Nações Unidas para a Infância; Dos Jogos Olímpicos Especiais e da Fundação de Pessoas com Deficiência da China em 2007; Em 2008 e 2009, respectivamente, do Projeto Coração, da Cruz Vermelha, e da Expo Flores da China.
Em 2010, Zhao participou do Festival de Cinema de Changchun e no ano seguinte do Festival de Cinema do Galo Dourado e Cem Flores. Em 2014, ela participou da Aliança Global para Fogões Limpos em 2016, do Ministério de Segurança Pública da China, além de ser embaixadora da boa vontade do Programa das Nações Unidas para o Desenvolvimento. De 2013 a 2014, ela foi uma porta-voz da Samsung Galaxy Note 3. De 2012 a 2017, a mesma foi representante oficial da Jaeger-LeCoultre. Desde 2018, ela também foi selecionada como embaixadora oficial da marca Burberry.
Em 2001, ela foi selecionada como uma dos "dez modelos comerciais mais populares da China". No mesmo ano, ela ficou em segundo lugar na lista "Top 10 Artistas de Anúncios" da China. A rede de televisão sul-coreana KBS a classificou como número um na China e Japão e número dois na Coreia do Sul, coroando-a sua "Rainha Comercial em 3 países". Em várias ocasiões, ela foi elogiada pela mídia por seu senso de estilo.
No Lycra Channel Young Awards (agora conhecido como China Fashion Awards), Zhao foi escolhida como a atriz mais elegante da China continental. No mesmo ano, a MTV China também a selecionou como a "Atriz Asiática Mais Elegante". Ela também recebeu um prêmio de moda no Pierre Cardin de 2004. A mesma foi premiada com a "artista feminina mais elegante" e "atriz mais elegante" no China Fashion Award (CFA) em 2005. Em 2007, Zhao ganhou o terceiro "Atriz Mais Elegante". No mesmo ano, ela ganhou "artista feminina mais elegante" no MTV China Style Gala.
Em 18 de abril de 2011, Zhao ficou entre os microbloggers mais seguidos em todo o mundo. Sua contagem de fãs ultrapassou seis milhões, trazendo-a cada vez mais perto das celebridades americanas Ellen DeGeneres, Ashton Kutcher e Katy Perry, todas as quais também ultrapassavam a marca de seis milhões de fãs. Ela e seu marido compraram participações na Alibaba Pictures em 2014, levando a ganhos de dezenas de milhões de dólares nos dois anos seguintes. Perto do final de 2016, sua empresa, Longwei Culture & Media, adquiriu o controle da Zhejiang People Culture, um estúdio de animação chinês e empresa de jogos listada na Bolsa de Valores de Shenzhen, por US$ 3 bilhões.
Embora a empresa tenha colaborado com a Bolsa de Valores de Xangai, vários meios de comunicação da China continental e alguns internautas ainda o boicotam. Além disso, nacionalistas combinados com a mídia de extrema-esquerda atacam Zhao continuamente. Assim, os bancos originais desistiram da "incerteza", fazendo com que a aquisição falhasse.

## Filmografia
Zhao já atuou em um grande número de filmes e séries de televisão. O Conselho de Desenvolvimento do Comércio de Hong Kong selecionou-a como uma das "estrelas do topo da bilheteria" durante 2008-2009. De acordo com a mídia chinesa, os filmes no qual ela atuou entre 2008 e 2010 arrecadaram um total de mais de ¥ 1,7 bilhão, com uma média de 203 milhões de dólares por filme. A estreia sua estreia como diretora, So Young (chinês: 致我们终将逝去的青春; 2013), se tornou um grande sucesso nas bilheterias chinesas, faturando mais de US$ 118 milhões, tendo um orçamento de US$ 5 milhões. De acordo com o aplicativo IPO da New Classic Media, o salário recebido por ela em Tiger Mom (2015) era de 42,7 milhões de yuand, equivalente a 1 milhão de yuans por episódio. E o ROI foi de 300%. Em 2019, dirigiu o filme Starlight (星光).
| Ano  | Título                                          | Diretor                                   | Personagem                         |
| ---- | ----------------------------------------------- | ----------------------------------------- | ---------------------------------- |
| 1994 | La Peintre 画魂                                 | Huang Shuqin 黄蜀琴                       | Extra 雏妓                         |
| 1995 | Penitentiary Angel 女儿谷                       | Xie Jin 谢晋                              | Ding Jing'er 丁静儿                |
| 1996 | East Palace, West Palace 东宫西宫               | Zhang Yuan 张元                           |                                    |
| 1999 | Déjà Vu 2000 缘，妙不可言                       | Kin-Nam Cho 曹健南                        | Vicky 薇薇                         |
| 2000 | The Duel 决战紫禁之巅                           | Andrew Lau 刘伟强                         | Princesa Phoenix 飞凤公主          |
| 2001 | Shaolin Soccer 少林足球                         | Stephen Chow 周星驰                       | Ah Mui 阿梅                        |
| 2002 | So Close 夕阳天使                               | Corey Yuen 元奎                           | Sue 林爱群                         |
| 2002 | Chinese Odyssey 2002 天下无双                   | Jeff Lau 刘镇伟                           | Ah Feng 李凤姐                     |
| 2003 | Warriors of Heaven and Earth 天地英雄           | He Ping 何平                              | Wen Zhu 文珠                       |
| 2003 | My Dream Girl 炮制女朋友                        | Yip Wai Man 叶伟民                        | Zhang Ning 张宁                    |
| 2003 | Green Tea 绿茶                                  | Zhang Yuan 张元                           | Wu Fang/Lang Lang 吴芳/朗朗        |
| 2004 | Jade Goddess of Mercy 玉观音                    | Ann Hui 许鞍华                            | An Xin 安心                        |
| 2005 | A Time To Love 情人结                           | Huo Jianqi 霍建起                         | Qu Ran 屈然                        |
| 2006 | The Postmodern Life of My Aunt 姨妈的后现代生活 | Ann Hui 许鞍华                            | Liu Dafan 刘大凡                   |
| 2007 | The Longest Night in Shanghai 夜。上海          | Zhang Yibai 张一白                        | Lin Xi 林夕                        |
| 2008 | Red Cliff I 赤壁                                | John Woo 吴宇森                           | Sun Shangxiang 孙尚香              |
| 2008 | Painted Skin 画皮                               | Gordon Chan 陈嘉上                        | Chen Peirong 陈佩蓉                |
| 2009 | Red Cliff II 赤壁：决战天下                     | John Woo 吴宇森                           | Sun Shangxiang 孙尚香              |
| 2009 | Mulan 花木兰                                    | Jingle Ma 马楚城                          | Hua Mulan 花木兰                   |
| 2009 | The Founding of a Republic 建国大业             | Han Sanping e Huang Jianxin 韩三平/黄建新 | Membra da CPPCC 政协委员           |
| 2010 | 14 Blades 锦衣卫                                | Daniel Lee 李仁港                         | Qiao Hua 乔花                      |
| 2011 | Eternal Moment 将爱                             | Zhang Yibai 张一白                        | Yang Zheng's Wife 杨铮妻子         |
| 2012 | LOVE 爱                                         | Doze Niu 钮承泽                           | Jin Xiaoye 金小叶                  |
| 2012 | Painted Skin: The Resurrection 画皮II           | Wu'ershan 乌尔善                          | Princesa Jing/Xiao Wei 靖公主/小唯 |
| 2014 | Dearest 亲爱的                                  | Peter Chan 陈可辛                         | Li Hongqin 李红琴                  |
| 2015 | 12 Golden Ducks 十二金鸭                        | Matt Chow 邹凯光                          | Aunt Mei 媚姨                      |
| 2015 | Hollywood Adventures 横冲直撞好莱坞             | Tim Kendall                               | Wei Wei 薇薇                       |
| 2015 | Lost in Hong Kong 港囧                          | Xu Zheng 徐峥                             | Cai Bo 蔡波                        |
| 2016 | Three 三人行                                    | Johnnie To 杜琪峯                         | Tong Qian 佟倩                     |
| 2018 | Of Lightness 旅人                               | Chiara Battistini                         | The Woman                          |
| 2018 | The Light of Tiny Love 微爱之光                 |                                           | Ela mesma                          |

| Ano  | Título                                                                | Personagem                          | Notas                                  |
| ---- | --------------------------------------------------------------------- | ----------------------------------- | -------------------------------------- |
| 1996 | Sisters in Beijing 姐姐妹妹闯北京                                     | Bai Xiaoxue 白小雪                  | 30 episódios, primeiro papel principal |
| 1996 | Yutian Has a Story 雨天有故事                                         | Miao Lan 苗兰                       | –                                      |
| 1997 | Magic Formula 大魔方                                                  | Luo Man 罗曼                        | –                                      |
| 1998 | My Fair Princess 还珠格格                                             | Xiaoyanzi 小燕子                    | 24 episódios                           |
| 1998 | Records of Kangxi's Travel Incognito 康熙微服私访记（第二部）之桂圆记 | Yue Qing'er 岳清儿                  | 2ª temporada                           |
| 1998 | Old House Has Joy 老房有喜                                            | Ji Xiang/Li Mei 吉祥/李眉           | 30 episódios                           |
| 1999 | My Fair Princess II 还珠格格（第二部）                                | Xiaoyanzi 小燕子                    | 48 episódios                           |
| 2000 | Treasure Venture 侠女闯天关                                           | Lu Jianping/Du Huixin 陆剑萍/杜慧心 | 30 episódios                           |
| 2001 | Romance in the Rain 情深深雨濛濛                                      | Lu Yiping 陆依萍                    | 48 episódios                           |
| 2005 | Moment in Peking 京华烟云                                             | Yao Mulan 姚木兰                    | 44 episódios                           |
| 2006 | Fast Track Love 车神/极速爱恋                                         | Chen Xiaoxiao 陈骁骁                | –                                      |
| 2007 | Thank You for Having Loved Me 谢谢你曾经爱过我                        | Tan Yuwei 谭雨薇                    | 34 episódios                           |
| 2009 | The Epic of a Woman 一个女人的史诗                                    | Tian Sufei 田苏菲                   | 34 episódios                           |
| 2011 | Master Xie Jin 大师谢晋                                               | Ela mesma                           | Documentário de Xie Jin                |
| 2015 | Tiger Mom 虎妈猫爸                                                    | Bi Shengnan 毕胜男                  | 45 episódios                           |
| 2017 | Chinese Restaurant 中餐厅                                             | Ela mesma                           | 11 episódios                           |

| Ano  | Produção | Diretor           | Personagem          |
| ---- | -------- | ----------------- | ------------------- |
| 2019 | Proof    | Tian Zhuangzhuang | Catherine Llewellyn |

| Ano  | Título                          | Personagem     | Notas          |
| ---- | ------------------------------- | -------------- | -------------- |
| 1998 | The Lion King II: Simba's Pride | Kiara          | versão chinesa |
| 2004 | Shrek 2                         | Princesa Fiona | versão chinesa |
| 2007 | My Blueberry Nights             | Leslie         | versão chinesa |

## Discografia
A discografia de Zhao conta com sete álbuns de estúdio, quarenta e cinco videoclipes e várias outras aparições. Ela entrou na indústria da música em 1999, ao lançar o álbum Swallow, que contém várias canções da série My Fair Princess. O álbum foi relativamente bem sucedido e recebeu vários prêmios. Em 1999, o Pop Songs Chart Committee da China a entregou o "Prêmio de Melhor Potencial" pelo seu álbum de estreia. No mesmo ano, ela ganhou o "Prêmio de Melhor Progresso", pela Rádio Hong Kong. Além disso, a rádio a concebeu o "Prêmio de Bronze por Canção em Mandarim" pela canção "There is a Girl" (有一个姑娘). Originalmente, ela era tema da série My Fair Princess.
Após a estreia de Zhao na indústria da música, ela lançou vários outros álbuns. No mesmo ano, Magic of Love foi lançado. Em 2001, ela lançou o álbum The Last Separation, baseado em sua recente separação com o namorado. Os seus três primeiros álbuns venderam significativamente na China, alcançando mais de 3 milhões de cópias, mas receberam uma resposta morna dos críticos. Como parte da trilha sonora de Romance in the Rain, a mesma gravou várias canções escritas por Chiung Yao. Na série de televisão, o seu personagem, Lu Yiping, também cantava.
Depois de uma pausa de três anos para se concentrar em seu trabalho de atuação, em 2004, Zhao lançou o álbum Piao (飄). Ela gravou este álbum na esperança de lidar com os rumores sobre ela. Tanto fãs, como críticos, sentem que seu novo álbum mostra uma técnica de canto mais madura e expressiva. Entre as faixas do álbum, estavam "Jian Jian" e "Continuous Rainy Sunday". No 12º East Music Awards, a mesma ganhou o prêmio de melhor desempenho. Além disso, no 5º Prêmio Pepsi Music Chart, ela foi escolhida como a cantora feminina mais popular do continente. Após o sucesso de Piao, Zhao lançou outro álbum intitulado Double (双).
No álbum estão inclusas as canções "One Tiny Part" (微小 的 部分) e "Shangguan Yan and I" (我 和 上 官燕). Também incluiu "Faxian" (发现; literalmente "Realize"), baseado na música tema de Moment in Peking. O sucesso de Double resultou no Prêmio de Artista Feminina Mais Popular no 13º Prêmio ERS Golden Song e no Music Radio Awards. Zhao ganhou prêmios por Artista Feminina Mais Popular e Vídeo Mais Popular pelo videoclipe "Shangguan Yan and I". Ela também recebeu o Prêmio MTV Ásia de Artista Favorito da China Continental. Seu sétimo álbum, Angel's Suitcase, a deu os prêmios de Melhor Performance Vocal Feminina e Melhor Álbum.
| Ano  | Detalhes                                                                                                  | Título chinês         |
| ---- | --- | --------------------- |
| 1999 | Swallow - Lançamento: 26 de março de 1999 - Gravadora: EMI - Formato: CD, cassette                        | 小燕子-飞跃时空的精灵 |
| 1999 | Magic of Love - Lançamento: 12 de outubro de 1999 - Gravadora: EMI - Formato: CD, cassette                | 爱情大魔咒            |
| 2001 | The Last Separation - Lançamento: 20 de junho de 2001 - Gravadora: Avex - Formato: CD, cassette           | 最后一次分手          |
| 2004 | Afloat - Lançamento: 22 de novembro de 2004 - Gravadora: Virgin - Formato: CD, cassette                   | 飘                    |
| 2005 | Double - Lançamento: 22 de julho de 2005 - Gravadora: Virgin - Formato: CD, cassette                      | 双                    |
| 2007 | Angel's Suitcase - Lançamento: 3 de setembro de 2007 - Gravadora: MBOX - Formato: CD, cassette            | 天使旅行箱            |
| 2009 | We're All Great Directors - Lançamento: 7 de agosto de 2009 - Gravadora: MBOX - Formato: download digital | 我们都是大导演        |

| Ano  | Detalhes                                                                                               | Título chinês  |
| ---- | --- | -------------- |
| 2006 | Zhao Wei's Music Video Compilation - Lançamento: 28 de maio de 2006 - Gravadora: Virgin - Formato: DVD | 百变赵薇MV精选 |

| Ano  | Detalhes | Título chinês              |
| ---- | --- | -------------------------- |
| 1999 | My Fair Princess Soundtrack - Lançamento: 9 de junho de 1999 - Gravadora: Avex - Formato: CD, cassette         | 《還珠格格》音樂全紀錄     |
| 2001 | Romance in the Rain Soundtrack - Lançamento: 28 de março de 2001 - Gravadora: Avex - Formato: CD, cassette     | 《情深深雨濛濛》音樂全紀錄 |
| 2002 | Chinese Odyssey 2002 Soundtrack - Lançamento: 14 de fevereiro de 2002 - Gravadora: EMI - Formato: CD, cassette | 《天下無雙》電影原聲帶     |
| 2005 | Moment in Peking Soundtrack - Lançamento: 7 de outubro de 2005 - Gravadora: Virgin - Formato: CD, cassette     | 《京華煙雲》電視原聲帶     |

| Ano  | Single | Melhor posição (semana) | Melhor posição (semana)    | Melhor posição (semana) | Melhor posição (semana) |
| Ano  | Single | Chinese Music Chart     | Global Chinese Music Chart | Music Radio Top Chart   | Top Chinese Music Chart |
| ---- | --- | ----------------------- | -------------------------- | ----------------------- | ----------------------- |
| 2001 | The Last Separation (pinyin: Zui hou yi ci fen shou, chinês: 最后一次分手) Formato: CD                          |                         |                            |                         |                         |
| 2004 | Gradually (pinyin: Jian jian, chinês: 渐渐) Formato: CD, download digital                                       | 1 (5)                   | 1 (3)                      | 1 (4)                   | 1 (6)                   |
| 2004 | Raining Sunday (pinyin: Yi zhi xia yu de xing qi tian, chinês: 一直下雨的星期天) Formato: CD, download digital  | 5 (2)                   | -                          | 5 (2)                   | 3 (3)                   |
| 2005 | Shangguan Yan and I (pinyin: Wo he shangguan yan, chinês: 我和上官燕) Formato: CD, download digital             | 1 (7)                   | 1 (4)                      | 1 (7)                   | 1 (8)                   |
| 2005 | Tiny Part (pinyin: Wei xiao de bu fen, chinês: 微小的部分) Formato: CD, download digital                        | 3 (2)                   | 5 (2)                      | 7 (4)                   | 3 (3)                   |
| 2007 | Angel's Suitcase (pinyin: Tian shi lv xing xiang, chinês: 天使旅行箱) Formato: download digital                 | 1 (5)                   | 1 (3)                      | 1 (4)                   | 1 (5)                   |
| 2007 | Cha Cha Love (pinyin: Qia qia ai, chinês: 恰恰爱) Formats: download digital                                     | 1 (4)                   | 8 (1)                      | 3 (2)                   | 2 (3)                   |
| 2007 | Leaves Admire (pinyin: Shu ye de chong bai, chinês: 树叶的崇拜) Formato: download digital                       | 9 (1)                   | 6 (1)                      | 7 (1)                   | 1 (5)                   |
| 2010 | We're All Great Directors (pinyin: Wo men dou shi da dao yan, chinês: 我们都是大导演) Formato: download digital | 5 (3)                   | 5 (2)                      | 1 (5)                   | 1 (6)                   |
| 2011 | Time Ceased (pinyin: Shi jian ting le, chinês: 时间停了) Formato: download digital                              | 9 (1)                   | 7 (5)                      | 3 (4)                   | 1 (4)                   |
| 2011 | Jiang cheng zi (pinyin: Jiang cheng zi, chinês: 江城子) Formato: download digital                               | -                       | -                          | -                       | 3 (3)                   |
| 2011 | Mulan Sent (pinyin: Mulan xiang, chinês: 木兰香) Formato: download digital                                      | -                       | -                          | -                       | 4 (2)                   |
|      | Total de #1 | 4                       | 3                          | 4                       | 6                       |

| Ano  | Título                       | Diretor      | Álbum                     |
| ---- | ---------------------------- | ------------ | ------------------------- |
| 1999 | "Swallow"                    | Lin Jinhe    | Swallow                   |
| 1999 | "True Heart Not Fake"        | Lin Jinhe    | Swallow                   |
| 1999 | "Sha La La"                  | Lin Jinhe    | Swallow                   |
| 1999 | "Wheel"                      | Lin Jinhe    | Swallow                   |
| 1999 | "Letter in Battle"           | Lin Jinhe    | Swallow                   |
| 1999 | "Saturday Night"             | Lin Jinhe    | Swallow                   |
| 1999 | "Bo Lang Gu"                 | Lin Jinhe    | Swallow                   |
| 1999 | "Story in the Rain"          | Lin Jinhe    | Swallow                   |
| 1999 | "Magic of Love"              | Lin Bingcun  | Magic of Love             |
| 1999 | "Playing"                    | Lin Bingcun  | Magic of Love             |
| 1999 | "Earting Hole"               | Lin Bingcun  | Magic of Love             |
| 1999 | "Whether"                    | Lin Bingcun  | Magic of Love             |
| 1999 | "I Won't Cry"                | Lin Bingcun  | Magic of Love             |
| 1999 | "E-mail Love"                | Lin Bingcun  | Magic of Love             |
| 1999 | "Hello"                      | Lin Bingcun  | Magic of Love             |
| 1999 | "Love A Cat"                 | Lin Bingcun  | Magic of Love             |
| 2001 | "Last Separation"            | Lin Jinhe    | Last Separation           |
| 2001 | "Love is Fabulous"           | Lin Jinhe    | Last Separation           |
| 2001 | "Tide"                       | Lin Jinhe    | Last Separation           |
| 2001 | "Can't Help"                 | Lin Jinhe    | Last Separation           |
| 2004 | "Gradually"                  | Lin Jinhe    | Afloat                    |
| 2004 | "Changed"                    | Lin Jinhe    | Afloat                    |
| 2004 | "Never End Shakespeares"     | Lin Jinhe    | Afloat                    |
| 2004 | "November"                   | Lin Jinhe    | Afloat                    |
| 2004 | "Raining Sunday"             | Lin Jinhe    | Afloat                    |
| 2004 | "Name of Angel"              | Huo Jianqi   | Afloat                    |
| 2005 | "Shangguan Yan and I"        | Jin Zhuo     | Double                    |
| 2005 | "A Tiny Part"                | Kwuang Sheng | Double                    |
| 2005 | "Better Tomorrow"            | Lin Jinhe    | Double                    |
| 2005 | "Emotion Should Laugh at Me" | Lin Jinhe    | Double                    |
| 2005 | "Who is More Important?"     | Lin Jinhe    | Double                    |
| 2005 | "Realize"                    | Lin Jinhe    | Double                    |
| 2007 | "Angel's Suitcase"           | Zhao Wei     | Angel's Suitcase          |
| 2007 | "Cha Cha Love"               | Lin Jinhe    | Angel's Suitcase          |
| 2007 | "Love Yourself More"         | Lin Jinhe    | Angel's Suitcase          |
| 2007 | "Leaves Admire"              | Lin Jinhe    | Angel's Suitcase          |
| 2011 | "We're All Great Directors"  | Lin Jinhe    | We're All Great Directors |
| 2011 | "Time Ceased"                | Lin Jinhe    | We're All Great Directors |
| 2011 | "Mulan Scent"                | Lin Jinhe    | We're All Great Directors |

## Prêmios e indicações
Zhao já ganhou diversas premiações de âmbito nacional e internacional. Em 12 de junho de 2010, ela atraiu imensa atenção da mídia durante sua participação no Festival Internacional de Cinema de Xangai, a mesma afirmou que estava contente por ver uma receptividade tão boa. Em 19 de julho de 2011, o 20º Festival de Cinema do Galo Dourado e Cem Flores anunciou Zhao como a atriz homenageada. A retrospectiva apresentou seus filmes na tela. Em 6 de agosto, ela foi anunciada como vice-presidente do China Television Actors Guild.